# Gréalou
Die französische Gemeinde Gréalou befindet sich im Département Lot in der Region Okzitanien. Die 302 Einwohner (Stand 1. Januar 2022) zählende Gemeinde liegt im Gebiet des Regionalen Naturparks Causses du Quercy. Durch Gréalou führt der Fernwanderweg GR 65, der weitgehend dem historischen Verlauf des französischen Jakobsweges (Via Podiensis) folgt.

## Lage
Gréalou liegt am südwestlichen Rand des Zentralmassivs im Gebiet des Regionalen Naturparks Causses du Quercy, einem Kalksteinplateau, an der Wasserscheide zwischen dem Fluss Lot und seinem rechten Nebenfluss Célé. Die nächsten größeren Orte sind Figeac (15 Kilometer östlich) und Cahors (36 Kilometer westlich).

## Geschichte

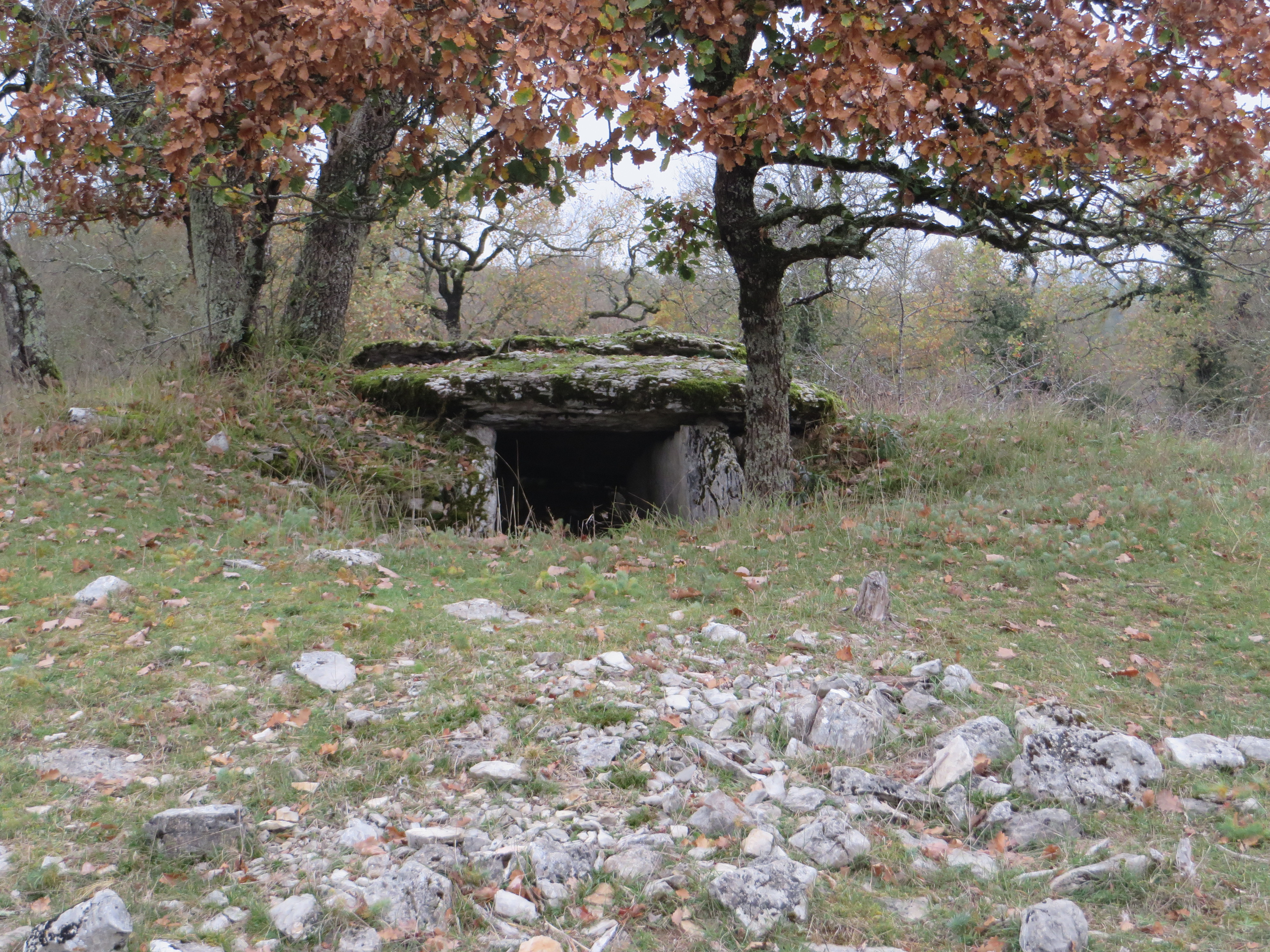
Dolmen Ganil

Auf dem Gemeindegebiet von Gréalou finden sich mehrere zum Teil gut erhaltene Dolmen. Auch aus gallo-römischer Zeit wurden Siedlungsspuren gefunden.
1293 wird Gréalou erstmals urkundlich erwähnt. Es gehörte zum Herrschaftsgebiet der Herren Barasc aus Béduer. Während des Hundertjährigen Krieges wurde das Dorf zerstört.

## Bevölkerungsentwicklung
| Jahr                       | 1962 | 1968 | 1975 | 1982 | 1990 | 1999 | 2008 | 2018 |
| Einwohner                  | 190  | 175  | 194  | 215  | 201  | 224  | 243  | 286  |
| Quellen: Cassini und INSEE |      |      |      |      |      |      |      |      |

## Jakobsweg (Via Podiensis)
Neben einer Etappenherberge (französisch: Gîte d'étape) für Pilger, gibt es nur eingeschränkte Übernachtungsmöglichkeiten. Vor Cajarc gibt es im Weiler Pech Granat noch weitere Beherbergungsbetriebe.
Diese Variante des Jakobswegs führt weiter über die karge Landschaft der Causses, vorbei an Dolmen und abgeschiedenen Weilern. Sie ist mit GR 65 gekennzeichnet, überquert bei Cajarc das Lot-Tal und führt dann weiter über Limogne-en-Quercy nach Cahors. Als Straßenverbindung führt die D19 nach Cajarc.

## Sehenswürdigkeiten
- In der Region von Gréalou gibt es zahlreiche Dolmen, darunter die Dolmen von Pech Laglaire auf dem Hügel Pech-Laglaire (389 m) in Sichtweite des Jakobsweges. Dort wurde ein Steinkreuz errichtet, von dem angenommen wird, dass es aus dem Mittelalter stammt. Wegen dieser Verbindung zwischen vorzeitlicher und christlicher Kultur wurden die beiden Dolmen 1998 als Teil des Weltkulturerbes der UNESCO „Wege der Jakobspilger in Frankreich“ ausgezeichnet. In den ersten Jahren des 20. Jahrhunderts wurden an den Dolmen Ausgrabungen vorgenommen. Die gefundenen Grabbeigaben werden im Museum von Cahors aufbewahrt.
- Die romanische Pfarrkirche (Notre-Dame de l’Assomption) stammt aus dem 12. Jahrhundert; im 16. Jahrhundert war sie Teil eines Klosters und im 19. Jahrhundert wurde sie vergrößert. Der Chor der einschiffigen Kirche ist tonnengewölbt; die beiden Joche des Kirchenschiffs haben Kreuzgratgewölbe. Eine bäuerliche, aber dennoch ausdrucksstarke Pietà (Notre Dame de la Pitié) aus dem 16. Jahrhundert befindet sich im Kirchenschiff. Das Weihwasserbecken (franz. bénitier) am Eingang stammt aus dem Jahr 1684. Die Kirche wurde im Jahr 1959 als Monument historique eingestuft.[1]